# La muchacha de los ojos de oro
La muchacha de los ojos de oro es una novela escrita por el escritor francés Honoré de Balzac publicada en 1835 y perteneciente al realismo. La escribió antes de la Comedia Humana y fue incluida en ella formando parte de la trilogía “Historia de los trece”, junto a “Ferragus” y “La duquesa de Langeais”. Fue dedicada al pintor Delacroix.
Consiste en una historia de amor con un trágico final. Sus protagonistas: el joven de Marsay y una hermosa joven de ojos dorados que guarda un terrible secreto.

## Argumento
La novela comienza con una descripción de la ciudad de París.
De Marsay es un joven con grandes posibilidades y en busca de placer. Es hijo de un noble inglés, joven, guapo y poseedor de una importante fortuna. Está interesado por una joven de ojos dorados que, además de ser hermosa, oculta un gran secreto. Esta vive encerrada en un palacete, creyendo de Marsay que es la amante de un viejo aristócrata. Logra llegar hasta ella, lo que hace que disminuya su interés. El joven De Marsay conocerá finalmente al “dueño” de la hermosa muchacha de los ojos de oro, un hombre afortunado, habiéndola instruido en todas las artes de la complacencia la mantiene encerrada en una habitación para su goce.

## Temas
Los temas que se reflejan en esta historia son la sensualidad, lo erótico, el sadismo, el travestismo y la voluptuosidad; que Balzac disfraza con la idea del harén.